# Schoonspringen op de Olympische Zomerspelen 2020 – driemeterplank mannen
Het schoonspringen voor mannen vanaf de driemeterplank op de Olympische Zomerspelen 2020 vond plaats op 2 en 3 augustus 2021. 25 schoonspringers gingen van start in de voorronde. 18 schoonspringers kwamen in actie in de halve finale, 12 van hen drongen door tot de finale. Regerend olympisch kampioen was de Chinees Cao Yuan die in 2020 werd opgevolgd door zijn landgenoot Xie Siyi.

## Uitslag
| Rang   | Naam               | Land | Voorronde | Voorronde | Halve finale  | Halve finale  | Finale        | Finale        | Finale        | Finale        | Finale        | Finale        | Finale        |
| Rang   | Naam               | Land | Punten    | Rang      | Punten        | Rang          | 1             | 2             | 3             | 4             | 5             | 6             | Punten        |
| ------ | ------------------ | ---- | --------- | --------- | ------------- | ------------- | ------------- | ------------- | ------------- | ------------- | ------------- | ------------- | ------------- |
| Goud   | Xie Siyi           | CHN  | 520.90    | 2         | 543.45        | 1             | 91.80         | 89.10         | 86.40         | 94.50         | 94.35         | 102.60        | 558.75        |
| Zilver | Wang Zongyuan      | CHN  | 531.30    | 1         | 540.50        | 2             | 86.70         | 84.00         | 85.80         | 84.00         | 91.80         | 102.60        | 534.90        |
| Brons  | Jack Laugher       | GBR  | 445.05    | 6         | 514.75        | 3             | 85.00         | 85.75         | 81.60         | 81.00         | 96.90         | 87.75         | 518.00        |
| 4      | Woo Ha-ram         | KOR  | 452.45    | 5         | 403.15        | 12            | 76.50         | 81.60         | 91.20         | 82.25         | 68.40         | 81.90         | 481.85        |
| 5      | Evgeny Kuznetsov   | ROC  | 444.75    | 7         | 453.85        | 5             | 74.80         | 78.20         | 76.05         | 43.20         | 92.75         | 96.90         | 461.90        |
| 6      | Rommel Pacheco     | MEX  | 479.25    | 3         | 437.65        | 6             | 83.30         | 63.00         | 73.10         | 79.20         | 33.25         | 96.90         | 428.75        |
| 7      | Martin Wolfram     | GER  | 444.50    | 8         | 423.00        | 9             | 61.50         | 77.00         | 78.75         | 69.70         | 68.40         | 71.40         | 426.75        |
| 8      | Anton Down-Jenkins | NZL  | 394.45    | 16        | 424.20        | 8             | 67.50         | 67.50         | 70.50         | 74.40         | 66.00         | 69.70         | 415.60        |
| 9      | James Heatly       | GBR  | 458.40    | 4         | 454.85        | 4             | 58.50         | 71.40         | 73.50         | 57.75         | 85.50         | 64.35         | 411.00        |
| 10     | Andrew Capobianco  | USA  | 385.50    | 17        | 419.60        | 10            | 76.50         | 84.00         | 42.00         | 48.60         | 76.50         | 74.10         | 401.70        |
| 11     | Mohab El-Kordy     | EGY  | 422.75    | 12        | 408.85        | 11            | 72.00         | 39.10         | 76.50         | 69.30         | 50.75         | 85.50         | 393.15        |
| 12     | Ken Terauchi       | JPN  | 430.20    | 10        | 424.50        | 7             | 67.50         | 63.00         | 29.70         | 69.00         | 56.10         | 74.40         | 359.70        |
| 13     | Jonathan Ruvalcaba | DOM  | 383.05    | 18        | 398.65        | 13            | Uitgeschakeld | Uitgeschakeld | Uitgeschakeld | Uitgeschakeld | Uitgeschakeld | Uitgeschakeld | Uitgeschakeld |
| 14     | Osmar Olvera       | MEX  | 442.45    | 9         | 384.80        | 14            | Uitgeschakeld | Uitgeschakeld | Uitgeschakeld | Uitgeschakeld | Uitgeschakeld | Uitgeschakeld | Uitgeschakeld |
| 15     | Yona Knight-Wisdom | JAM  | 411.65    | 13        | 362.95        | 15            | Uitgeschakeld | Uitgeschakeld | Uitgeschakeld | Uitgeschakeld | Uitgeschakeld | Uitgeschakeld | Uitgeschakeld |
| 16     | Alexis Jandard     | FRA  | 423.60    | 11        | 357.85        | 16            | Uitgeschakeld | Uitgeschakeld | Uitgeschakeld | Uitgeschakeld | Uitgeschakeld | Uitgeschakeld | Uitgeschakeld |
| 17     | Daniel Restrepo    | COL  | 411.50    | 14        | 329.30        | 17            | Uitgeschakeld | Uitgeschakeld | Uitgeschakeld | Uitgeschakeld | Uitgeschakeld | Uitgeschakeld | Uitgeschakeld |
| 18     | Sebastián Morales  | COL  | 400.85    | 15        | 324.95        | 18            | Uitgeschakeld | Uitgeschakeld | Uitgeschakeld | Uitgeschakeld | Uitgeschakeld | Uitgeschakeld | Uitgeschakeld |
| 19     | Nicolás García     | ESP  | 382.60    | 19        | Uitgeschakeld | Uitgeschakeld | Uitgeschakeld | Uitgeschakeld | Uitgeschakeld | Uitgeschakeld | Uitgeschakeld | Uitgeschakeld | Uitgeschakeld |
| 20     | Lorenzo Marsaglia  | ITA  | 369.60    | 20        | Uitgeschakeld | Uitgeschakeld | Uitgeschakeld | Uitgeschakeld | Uitgeschakeld | Uitgeschakeld | Uitgeschakeld | Uitgeschakeld | Uitgeschakeld |
| 21     | Patrick Hausding   | GER  | 364.05    | 21        | Uitgeschakeld | Uitgeschakeld | Uitgeschakeld | Uitgeschakeld | Uitgeschakeld | Uitgeschakeld | Uitgeschakeld | Uitgeschakeld | Uitgeschakeld |
| 22     | Oleh Kolodiy       | UKR  | 351.25    | 22        | Uitgeschakeld | Uitgeschakeld | Uitgeschakeld | Uitgeschakeld | Uitgeschakeld | Uitgeschakeld | Uitgeschakeld | Uitgeschakeld | Uitgeschakeld |
| 23     | Tyler Downs        | USA  | 348.70    | 23        | Uitgeschakeld | Uitgeschakeld | Uitgeschakeld | Uitgeschakeld | Uitgeschakeld | Uitgeschakeld | Uitgeschakeld | Uitgeschakeld | Uitgeschakeld |
| 24     | Nikita Shleikher   | ROC  | 339.70    | 24        | Uitgeschakeld | Uitgeschakeld | Uitgeschakeld | Uitgeschakeld | Uitgeschakeld | Uitgeschakeld | Uitgeschakeld | Uitgeschakeld | Uitgeschakeld |
| 25     | Oliver Dingley     | IRL  | 335.00    | 25        | Uitgeschakeld | Uitgeschakeld | Uitgeschakeld | Uitgeschakeld | Uitgeschakeld | Uitgeschakeld | Uitgeschakeld | Uitgeschakeld | Uitgeschakeld |
| 26     | Alberto Arévalo    | ESP  | 322.85    | 26        | Uitgeschakeld | Uitgeschakeld | Uitgeschakeld | Uitgeschakeld | Uitgeschakeld | Uitgeschakeld | Uitgeschakeld | Uitgeschakeld | Uitgeschakeld |
| 27     | Li Shixin          | AUS  | 320.35    | 27        | Uitgeschakeld | Uitgeschakeld | Uitgeschakeld | Uitgeschakeld | Uitgeschakeld | Uitgeschakeld | Uitgeschakeld | Uitgeschakeld | Uitgeschakeld |
| 28     | Kim Yeong-nam      | KOR  | 286.80    | 28        | Uitgeschakeld | Uitgeschakeld | Uitgeschakeld | Uitgeschakeld | Uitgeschakeld | Uitgeschakeld | Uitgeschakeld | Uitgeschakeld | Uitgeschakeld |
| 29     | Cédric Fofana      | CAN  | 225.35    | 29        | Uitgeschakeld | Uitgeschakeld | Uitgeschakeld | Uitgeschakeld | Uitgeschakeld | Uitgeschakeld | Uitgeschakeld | Uitgeschakeld | Uitgeschakeld |